# Joos Lambrecht
Joos Lambrecht, aussi appelé Josse Lambert en français ou Joducus Lambertus en latin, né vers 1491 à Gand et décédé en 1556 ou 1557 à Wesel, est un imprimeur, typographe, lexicographe et linguiste belge (des Pays-Bas des Habsbourg à l’époque).
Il est connu pour son Nederlandsche spellynghe (Orthographe néerlandaise) de 1550, un des premiers livres sur l’orthographe de la langue néerlandaise dans lequel il publie sa propre orthographe proche de l’écriture phonétique, utilisant les accents et le e barré ‹ ɇ › pour représenter le e muet comme Jacques Peletier du Mans, et Naembouck van alle natuerlicken ende ongheschuumde Vlaemsche woorden (Vocabulaire des naturels, & non forains motz flamengz), un dictionnaire néerlandais-français. En tant que typographe, il est connu pour son Bourgeois italique.
Accusé d’hérésie, il quitte Gand en 1553 pour Wesel en Rhénanie.
Entre 1556 et 1557, après sa mort, son imprimerie est reprise par Hendrik van den Keere qui réédite le Naembouck en 1562. L’imprimerie est ensuite reprise par Gerard van Salenson et ensuite, en 1581, par Jan van Salenson qui publie un nouveau dictionnaire de van den Keer basé sur celui de Lambrecht en 1582.

## Œuvres
- Joas Lambrecht, Néderlãdsche Spellijnghe uutghesteld by vrághɇ endɇ andwoorde, Gand, 1550 (lire en ligne)